# بيتر هاس (عداء سريع)
بيتر هاس هو عداء سريع سويسري، ولد في 8 يناير 1955.

## وصلات خارجية
- بيتر هاس على موقع الاتحاد الدولي لألعاب القوى (الإنجليزية)
- بيتر هاس على موقع أوليمبيديا (الإنجليزية)